# Florentine Mulsant
Pour les articles homonymes, voir Mulsant.
Florentine Mulsant est une compositrice française née le 27 mars 1962 à Dakar.

## Biographie
Florentine Mulsant naît à Dakar le 27 mars 1962, du fait des affectations professionnelles de son père,,. Après quatre ans à Alger, elle arrive en France à 7 ans. Elle est l'arrière-arrière petite nièce de Jules Verne (descendante de la sœur de Jules Verne, Anna Verne, épouse Decrest de Villeneuve)[réf. nécessaire]. Elle étudie l'harmonie, le contrepoint, la fugue, l'analyse et l'orchestration au Conservatoire national supérieur de musique de Paris et à la Schola Cantorum de Paris, où elle obtient en 1987 un premier prix de composition dans la classe d'Allain Gaussin. Elle suit l'enseignement de Franco Donatoni à l'Académie musicale Chigiana de Sienne et, à Paris, se perfectionne auprès d'Alain Bancquart.
Elle enseigne l'écriture musicale à l'université Paris-Sorbonne de 1991 à 1998. Elle est lauréate de plusieurs concours internationaux de composition comme le Premio città di Pescara en 1998 et reçoit en 2011 le prix Nadia et Lili Boulanger de l'Académie des beaux-arts. En 2015, elle est nommée Compositeur en résidence au Conservatoire de Marseille. En 2018, elle est résidente à l'Académie-Festival des Arcs. En 2019, elle est nommée Grand Prix Sacem Compositeur de l'année Musique classique contemporaine.
Si elle revendique les influences esthétiques de l'École française du XXe siècle, Florentine Mulsant professe un attachement à l'expressivité, à la liberté de langage et à la fermeté du dessin formel.
En 2024, elle remporte la Victoire de la musique classique de la catégorie « compositeur de l'année » avec Le Chant du Soleil, oeuvre pour piano à quatre mains.

## Œuvre
Son catalogue comprend 136 opus, allant de la musique pour instrument seul, à la musique de chambre, incluant également le concerto et plusieurs œuvres pour orchestre. Parmi celui-ci, on trouve notamment :
- Amers, pour piano, sur un poème de Saint-John Perse, op. 4[7] ;
- Sonate de concert, pour violon, op. 19[7] ;
- Sonate pour alto et piano, op. 20 (1999)[7] ;
- Sonate pour violon et piano, op. 21 (1999/2000) ;
- In jubilo, quatuor pour clarinette, violon, violoncelle et piano, op. 22[7] ;
- Trio pour violon, violoncelle et piano, op. 23[7] ;
- Quatuor à cordes, op. 26 (Commande de Radio France, création par le Quatuor Castagneri, 2004[8])[7] ;
- Sonate pour violoncelle, op. 27[7] ;
- Quatuor avec piano, op. 28 ;
- Passacaille pour piano, op. 29[7] ;
- Quintette à vent, op. 30[7] :
- Symphonie pour cordes op. 32 :
- Exil pour grand orchestre op. 33 (commande de Radio France) ;
- Oratorio pour récitant et orchestre op. 39 ;
- Jardin d'Étoiles, concerto pour violon et orchestre, op. 44 ;
- Concerto pour piccolo et orchestre op. 72.
- Quatuor à cordes no 7, op. 129
- Sinfonia pour Orchestre à cordes, op. 134

Les œuvres de Florentine Mulsant sont publiées par les éditions Furore.
Elles sont commandées et jouées par des solistes et ensembles musicaux comme Lise de la Salle, le Quatuor Debussy, le Quatuor Manfred, le Quatuor Terpsycordes, Vahan Mardirossian, Laure Favre-Kahn, Lyonel Schmit, Hélène Schmitt, Henri Demarquette, Raphaël Pidoux, Boris Andrianov, Florent et Frédéric Audibert, Laurent Korcia, Anne Queffélec, Romain Leleu, Lise Berthaud, Adam Laloum ou l'Ensemble vocal Sequenza 9.3 et des orchestres comme l'Orchestre philharmonique de Radio France, l'Orchestre Colonne, l'Orchestre national d'Île-de-France, l'Orchestre de chambre de Genève, l'Orchestre national de chambre d'Arménie, l'Orchestre des Pays de Savoie, l'Orchestre régional de Normandie, l'Orchestre philharmonique de Trêves et lors des festivals internationaux comme le Festival d'Auvers-sur-Oise, le Festival d'Ambronay, le Festival Cello Fan, le Festival Musiciennes à Ouessant, le Festival Présences, le Festival Radio France Occitanie Montpellier en France, le Festival Beethoven (de) de Bonn en Allemagne, en Suisse, aux États-Unis, à Taiwan et au Chili.
Sa discographie comprend, outre un CD de musique de chambre (Ar Ré-Sé, 2007), une participation au CD Musique Française au Féminin (Ensemble Latitudes, Triton, 2012), la Première Symphonie pour cordes op. 32 et les 24 Préludes pour piano (Maestria, 2013). En 2016 est paru l'enregistrement de ses trois Fantaisies op. 48 pour violon et harpe (Animato), celui de la Sonate pour contrebasse et piano op. 52 (Triton), ainsi que deux œuvres pour violon seul joué par Hélène Schmitt en 2018 (Maguelone). En 2017 est paru un cd réunissant des oeuvres de musique de chambre ainsi que la Suite pour orchestre à cordes op. 42. Ce disque a été sélectionné pour le Grand Prix Lycéen des compositeurs. Le Concerto pour piccolo op. 72 est paru en 2019 et a été enregistré chez Skarbo. Jean-Louis Beaumadier en est l'interprète. En 2020, est paru un double Cd chez Ar Ré-Sé consacré à ses œuvres pour piano seul.

## Décorations
- Chevalière de l'ordre des Arts et des Lettres. Elle est faite chevalière le 12 mars 2019[15].